# 大賀一郎
大賀 一郎（おおが いちろう、1883年〈明治16年〉4月28日 - 1965年〈昭和40年〉6月15日）は日本の植物学者。勲等は勲三等瑞宝章。学位は理学博士。

## 来歴・人物
1883年（明治16年）岡山県賀陽郡庭瀬村（現・岡山市）に生まれる。
1901年（明治34年）岡山中学校を卒業するが、チフスにより進学を断念。1902年（明治35年）9月に第一高等学校二部に入学。第一高等学校卒業後は東京帝国大学理学部に入学。1909年（明治42年）に大学を卒業し大学院へ入学。大学院では植物細胞学を専攻し、そこでハスについての研究も始めた。学生時代に内村鑑三の影響により無教会主義のキリスト教に入信する。
1910年（明治43年）第八高等学校の講師となり、翌年に同校の生物学教授となる。1917年（大正6年）に大連へ赴き、南満洲鉄道中央研究所（満鉄調査部）植物班主任として古ハスの実の研究に従事する。1927年「南滿洲普蘭店附近の泥炭地に埋没し今尚生存せる古蓮實に関する研究」で東大理学博士。満洲事変にいたる一連の軍部行動への抗議として退社、事変の翌年に東京へ戻り、東京女子大学、東京農林専門学校、関東学院大学で講義を行う。
1951年（昭和26年）、千葉県千葉市の東京大学検見川厚生農場（現・東京大学検見川総合運動場）内の落合遺跡で、今から2,000年以上前の古代のハスの実を発見した。同年5月に古代ハスの実が発芽、翌年開花し、このハスは大賀ハスと名付けられた。この開花は米国の写真報道誌『ライフ』（1952年11月3日号、60頁）でも報じられ海外でも話題になった。
墓所は多磨霊園。

## 著書
- 『ハスを語る』忍書院 1954
- 『ハス』内田老鶴圃 1960
- 『ハスと共に六十年』アポロン社 1965 のち「人間の記録」日本図書センター

補訂
- 斎田功太郎,佐藤礼介編『内外植物誌 最新図説』増訂 矢部吉禎,大賀増訂 大日本図書 1934

### 翻訳
- パラディン著 リヴィングストン補註『植物生理学』矢部吉禎共訳 内田老鶴圃 1930
- W.ベル・ドースン『科学より見たる聖書』杉村一枝共訳 基督教書類会社 1935
- マキシモフ著 ヤツプ英訳『植物と水 水分平衡と耐旱性の研究』訳註 内田老鶴圃 1935

### 追悼論集
- 『蓮ハ平和の象徴也 大賀一郎博士を偲ぶ』大賀一郎博士追憶文集刊行会 1967